# Wolfgang Zorn (Historiker)
Wolfgang Zorn (* 3. Oktober 1922 in Augsburg; † 8. Juli 2004 ebenda) war ein deutscher Wirtschaftshistoriker. Zorn zählt zu den wichtigsten Repräsentanten der Sozial- und Wirtschaftsgeschichte nach dem Zweiten Weltkrieg in der Bundesrepublik Deutschland und gilt als ein Nestor der Regionalgeschichtsforschung.

## Leben und Wirken
Wolfgang Zorn entstammte einer altreichsstädtischen Kaufmannsfamilie mit allgäuer und lechschwäbischer Verwandtschaft. Er besuchte das humanistische St.-Anna-Gymnasium Augsburg und studierte an den Universitäten München und Breslau. In München wurde er 1945 bei Karl Alexander von Müller und Paul Lehmann über die Reichspublizistik des späten 18. Jahrhunderts promoviert. Zorn war ab 1947/1948 unter Michael Seidlmayer und Ulrich Noack wissenschaftlicher Assistent am Seminar für Mittlere und Neuere Geschichte der Philosophischen Fakultät an der Universität Würzburg. Im Jahr 1951 erfolgte ein Studienaufenthalt an der Harvard University. 1955 wurde er wissenschaftlicher Mitarbeiter der Historischen Kommission bei der Bayerischen Akademie der Wissenschaften in der Redaktion der Neuen Deutschen Biographie und übernahm die neugeschaffene Schriftleitung der Wirtschaftsbiographien. 1955 gab Zorn mit dem Kartenwerk Historischer Atlas von Bayerisch-Schwaben ein Grundlagenwerk zur schwäbischen Geschichte heraus. Seit 1956 war er Dozent für neuere Geschichte an der Münchener Hochschule für Politik. Zorn wurde 1958 wissenschaftlicher Assistent bei Friedrich Lütge am Lehrstuhl für Volkswirtschaftslehre und Wirtschaftsgeschichte in München. 1959 erfolgte die Habilitation bei Franz Schnabel über die Handels- und Industriegeschichte Bayerisch-Schwabens vom Ende des Dreißigjährigen Kriegs bis zur Gründung des Bismarckreichs. 1961 hatte er einen Lehrauftrag an der Pädagogischen Hochschule Augsburg.
1962 übernahm Zorn den neugeschaffenen Lehrstuhl für Wirtschafts- und Sozialgeschichte an der Universität Bonn. Dieser war an der Philosophischen Fakultät angesiedelt, deren Dekan Zorn 1966/67 war. Außerdem war Zorn in Bonn 1964 Leiter des Carl-Schurz-Collegs tätig. Nachdem er einen Ruf an die Universität Würzburg abgelehnt hatte, nahm er 1967 einen Ruf nach München auf einen von Lütge kurz vor dessen Tod neu geschaffenen Lehrstuhl an. Seit 1967 lehrte er bis zu seiner Emeritierung 1991 als Professor für Wirtschafts- und Sozialgeschichte an der Universität München. Einen Ruf auf den Lehrstuhl Alfred Hoffmanns der Universität Wien lehnte Zorn 1976 ab.
Zorn gehörte 1949 zu den Gründungsmitgliedern der Schwäbischen Forschungsgemeinschaft, mit der er zeitlebens eng verbunden blieb. Er gehörte von 1961 bis 1981 der Gesellschaft für Wirtschafts- und Sozialgeschichte an. Seit 1968 war er Mitglied der Historischen Kommission bei der Bayerischen Akademie der Wissenschaften und seit 1977 Mitglied der Kommission für bayerische Landesgeschichte.
Zorn war Herausgeber der Schwäbischen Blätter für Volksbildung und Heimatpflege und von 1968 bis 1996 der Vierteljahrschrift für Sozial- und Wirtschaftsgeschichte. Die stadt- und regionalgeschichtliche Arbeit zu Augsburg, Schwaben und Bayern bildete einen Forschungsschwerpunkt. Sein in vier Auflagen erschienenes Buch über Augsburg Die Geschichte einer europäischen Stadt machte Zorn zum führenden Experten für die Geschichte seiner Heimatstadt.

## Schriften (Auswahl)
- mit Leonhard Hillenbrand: Sechs Jahrhunderte schwäbische Wirtschaft. 125 Jahre Industrie- und Handelskammer Augsburg. Beiträge zur Geschichte der Wirtschaft im bayerischen Regierungsbezirk Schwaben. Industrie- und Handelskammer, Augsburg 1969.
- Einführung in die Wirtschafts- und Sozialgeschichte des Mittelalters und der Neuzeit. Probleme und Methoden. Beck, München 1972, ISBN 3-406-03417-9.
- Bayerns Geschichte im 20. Jahrhundert. Von der Monarchie zum Bundesland. Beck, München 1986, ISBN 3-406-31098-2.
- Augsburg (= Große Kunstführer. Bd. 31, ZDB-ID 259293-9). Schnell u. Steiner, München u. a. 1960 (12. Auflage. ebenda 1987, ISBN 3-7954-0531-9).
- Augsburg. Geschichte einer deutschen Stadt. Rinn, München 1956 (Später als: Augsburg. Geschichte einer europäischen Stadt. Von den Anfängen bis zur Gegenwart. 4., überarbeitete und ergänzte Auflage. Wißner, Augsburg 2001, ISBN 3-89639-319-7).
- Bayerns Geschichte seit 1960. Hrsg. von Rolf Kießling. Pustet, Regensburg 2007, ISBN 3-7917-2049-X.